# Naramiennik (zbroja)

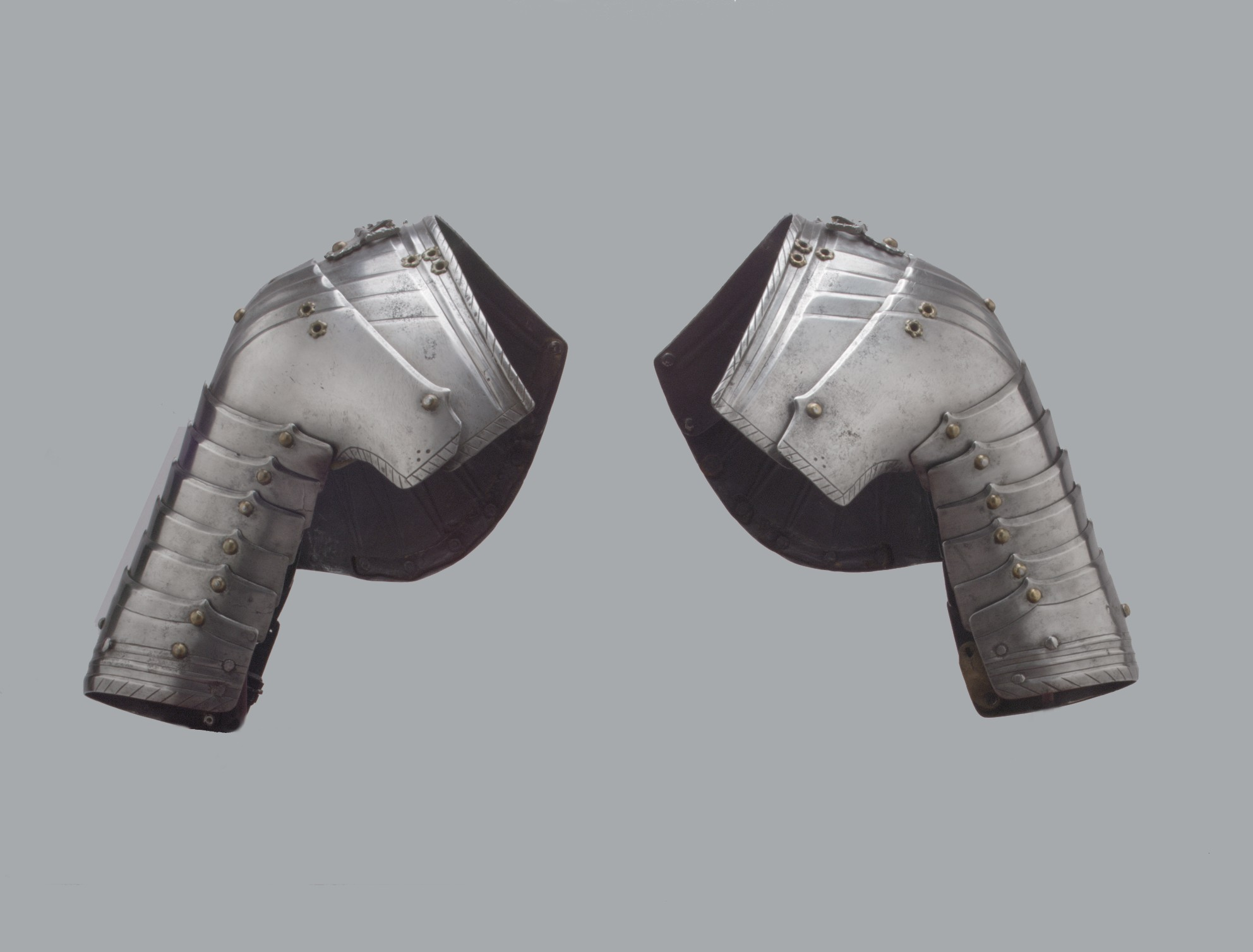
Para symetrycznych naramienników zbroi turniejowej

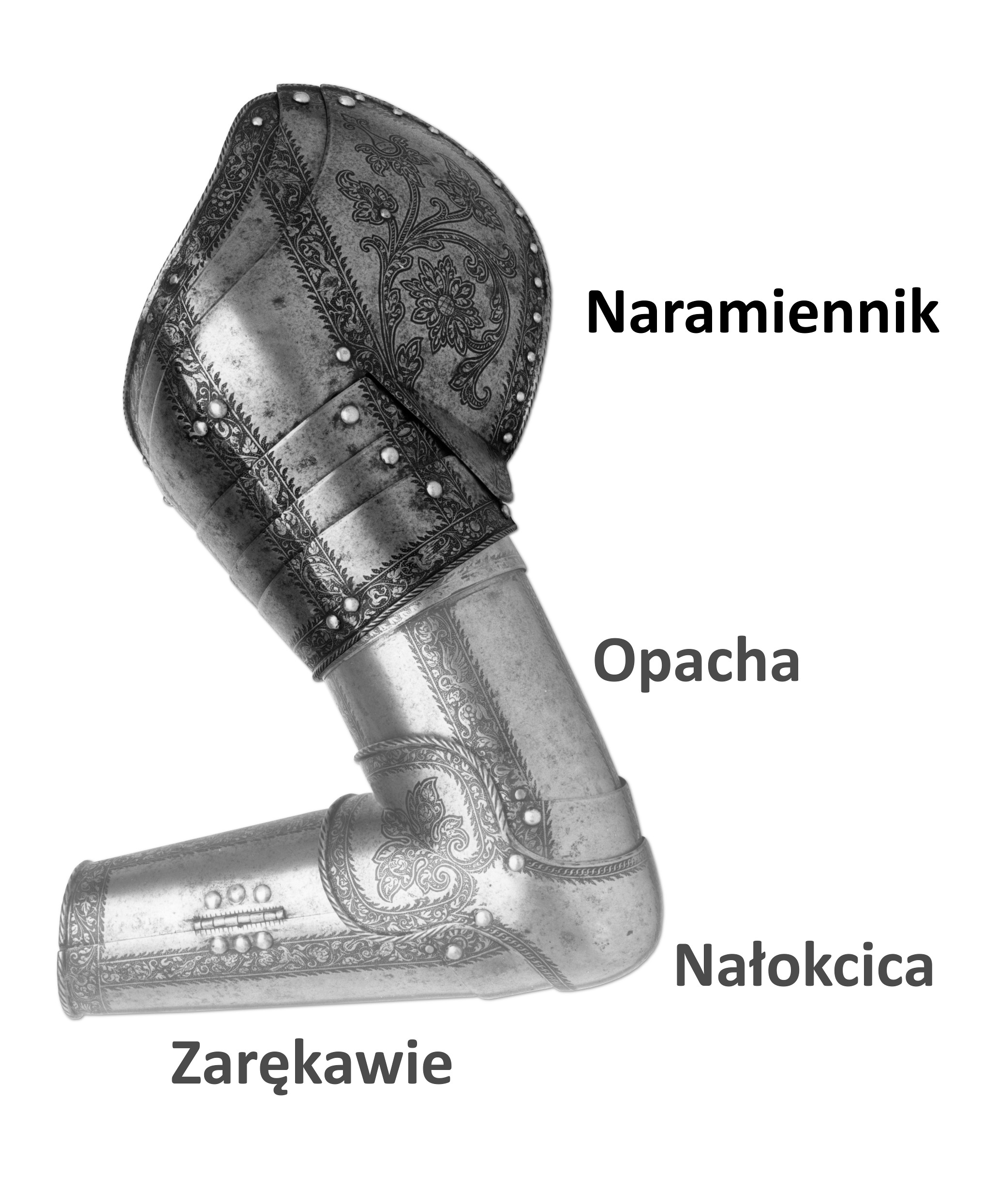
Naramiennik jako część naręczaka

Naramiennik – część zbroi, służąca do ochrony barku i ramienia, górna część naręczaka, w postaci odpowiednio ukształtowanych płyt pancernych.
Znany od starożytności, stał się popularny w średniowieczu, w XV wieku. Bardzo duże naramienniki posiada starogrecka zbroja z Dendry, z XV w. p.n.e. Ponownie ochrony ramion pojawiają się, jak wiadomo ze źródeł ikonograficznych, w pełnej zbroi greckiej w VI w. p.n.e. Wzorowane na greckich, wczesne zbroje rzymskie typu torsowego (czyli naśladujące muskulaturę ciała), wyposażano z reguły w klapy naramienne, aczkolwiek ich główną funkcją było łączenie napierśnika i naplecznika. Naramienniki stanowiły natomiast jeden z podstawowych elementów konstrukcyjnych najbardziej typowej rzymskiej zbroi, folgowej lorica segmentata. Typowe jej naramienniki składały się z pięciu płyt tak zamocowanych, by zachodziły na siebie, chroniąc przed uderzeniem z góry (np. z ręki wrogiego kawalerzysty). Osobnym typem naramiennika w czasach rzymskich był galerus, stanowiący wyposażenie lekkozbrojnego gladiatora typu retiarius.

Naramienniki starożytne
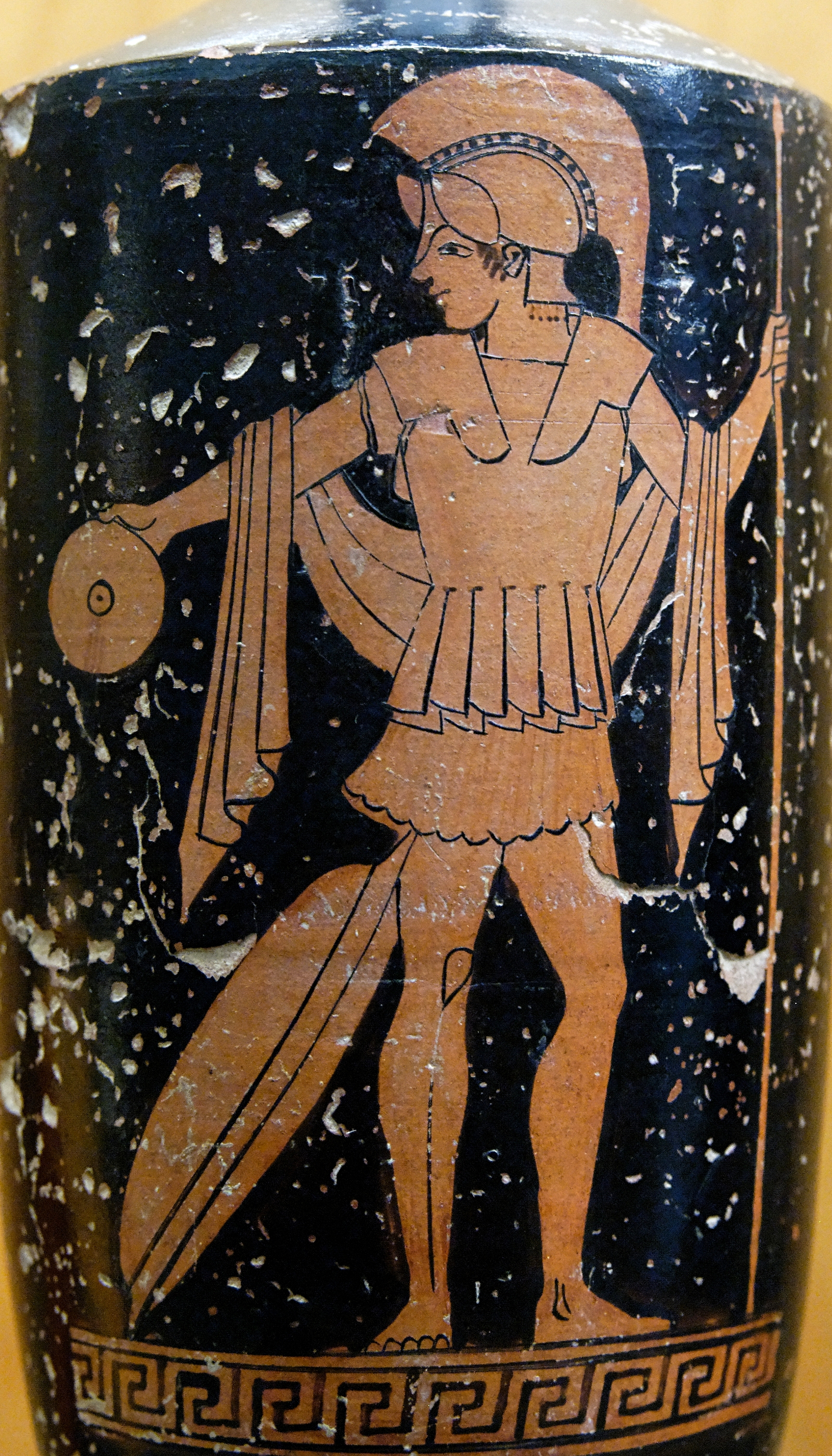
Grecki hoplita; widoczne klapy naramienne zbroi
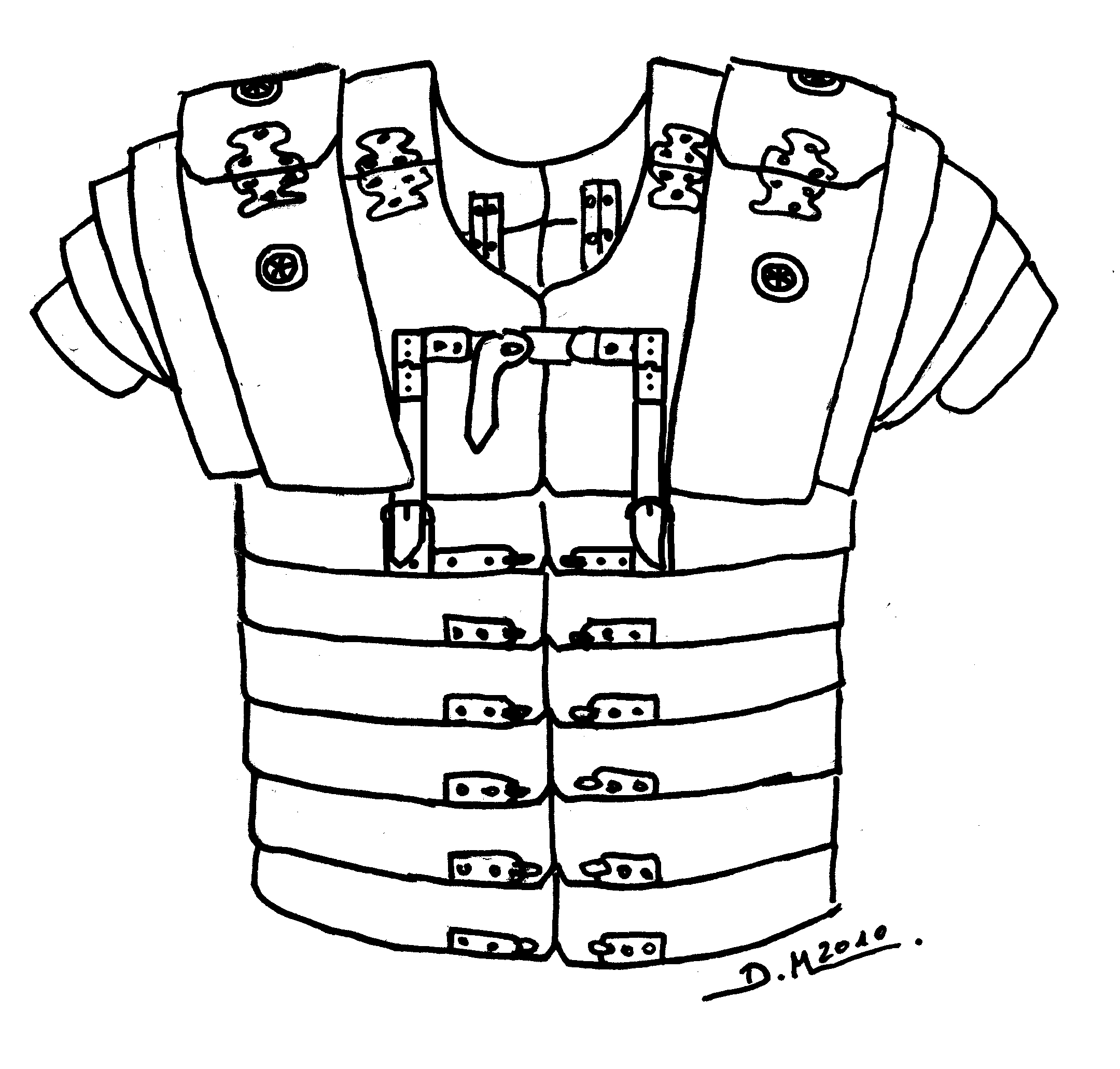
Rzymska zbroja segmentowa z parą dużych naramienników (na podstawie wykopalisk)
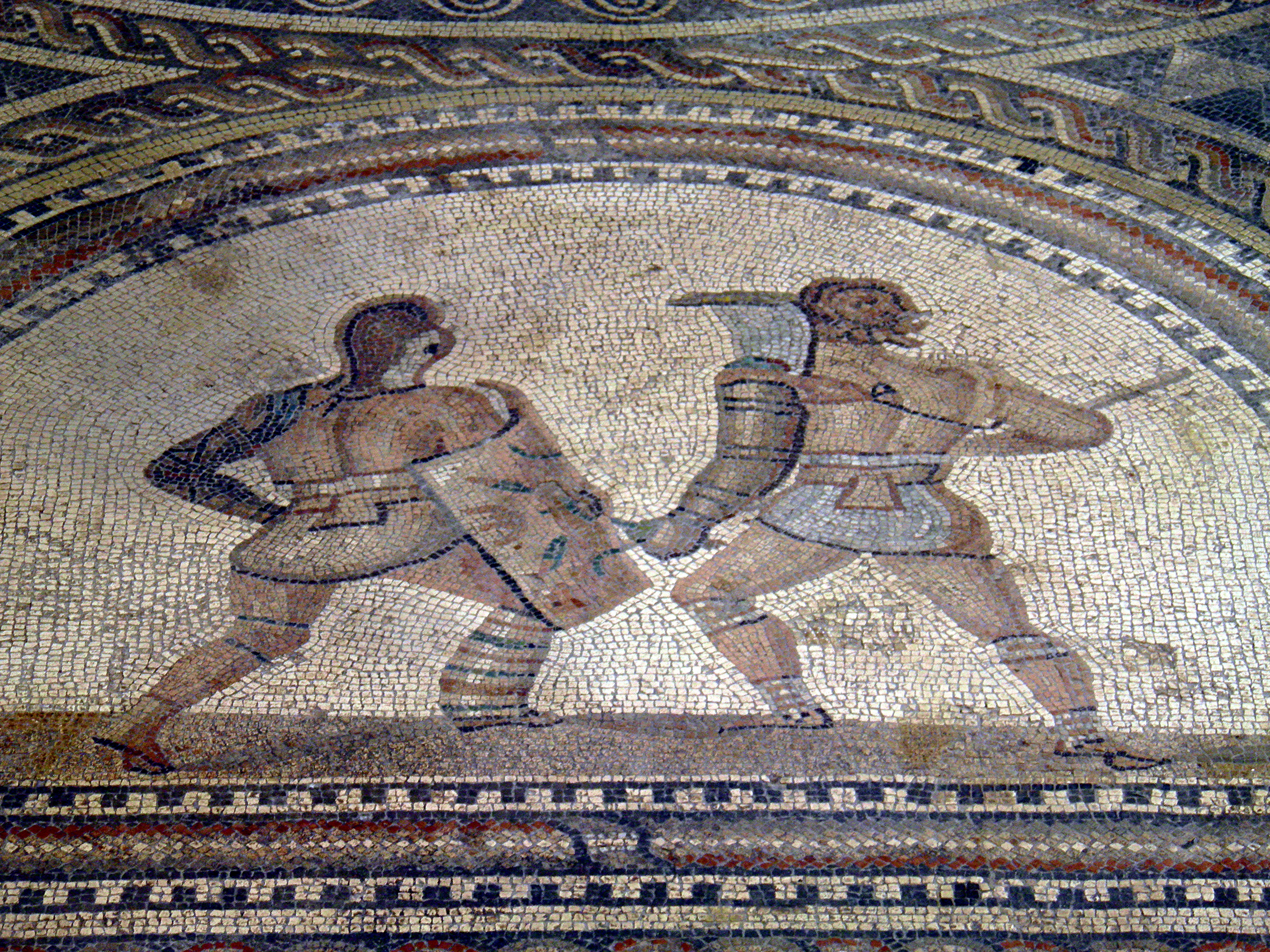
Gladiator z prawej jest wyposażony w wysoki naramiennik – galerus

W zbroi europejskiej naramienniki pojawiają się ponownie pod koniec XIII w., gdy rozpoczęto wzmacnianie dominującej dotąd zbroi kolczej. Ich pierwowzorem mogły być małe płytki, metalowe lub z utwardzonej skóry, mocowane skośnie nad ramieniem. Miały służyć od osłabienia ciosu zadanego w ramię, aczkolwiek część badaczy jest zdania, że były zbyt wiotkie, by pełnić inną funkcję od dekoracyjnej i być może identyfikacyjnej, jako że umieszczano na nich czasem herb rycerza. Płytowa ochrona ręki rozwijała się wolniej od ochrony nóg, ale pod koniec I poł. XIV. w. miseczkowate naramienniki są dość częste, połączone lub nie z opachą i uzupełniane lub używane zamiennie z tarczkami opachowymi; niemniej aż do ok. 1420 podstawową ochroną ramienia jest kolczuga. Proste początkowo naramienniki rozwinęły się następnie, w I poł. XV w. w złożoną formę składającą się z czaszy i folg, nachodzących na prostą, rurową opachę. Takie wielofolgowe naramienniki noszono w szczególności na lewym ramieniu, i czasem wzmacniano dodatkowymi płytkami, zachodzącymi na napierśnik. W drugiej połowie tego wieku, włoscy płatnerze rozwinęli naramiennik przez rozbudowanie szerokiej płyty zachodzącej na napierśnik, powiększenie tylnej części i nierzadko, przez wygięcie boczne płyty, tak by chroniła przed bocznymi ciosami w obojczyk. Typowe dla włoskich zbroi jest to, że „skrzydła” naramienników sięgają daleko na plecy stanowiąc ich dodatkową ochronę. Naręczaki we włoskim stylu były większe i zapewniały lepszą ochronę niż w zbrojach stylu niemieckiego. Ich naramienniki nakładano na opachy, a drobne folgi zapewniały ochronę i elastyczność na łączeniach. Ciężkie, pełnopłytowe zbroje XVI-wieczne miały z reguły nader rozbudowane naramienniki. Z kolei lekkich, prostszych naramienników używano w XV w. do lżejszych zbroi np. typu brygantyny. Uproszczone naramienniki, często w jednej części z ochroną ramienia spotyka się w też w tanich, masowo produkowanych zbrojach XVI-wiecznych.

Naramienniki zbroi zachodnioeuropejskich
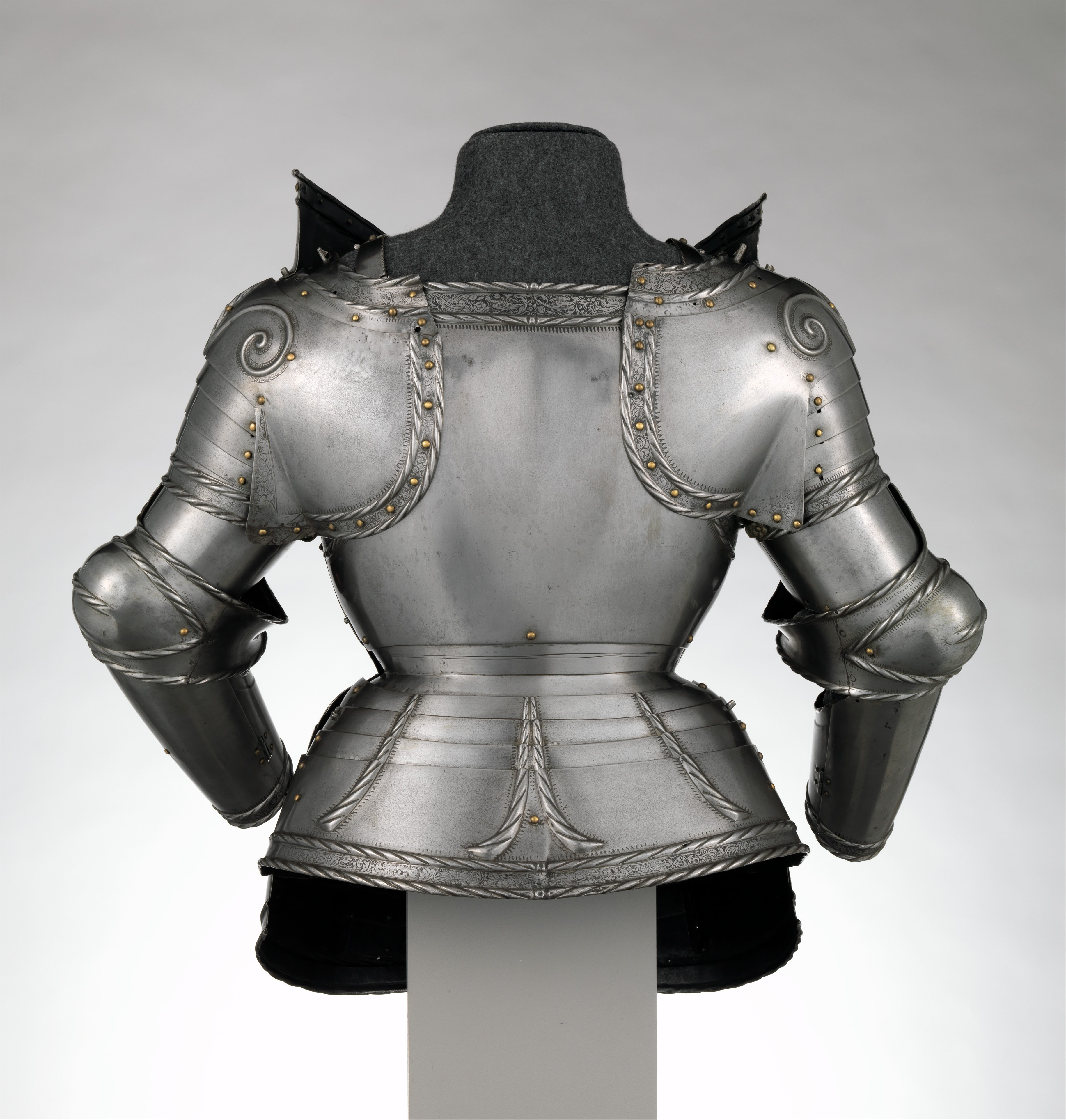
Płytowy naplecznik i naramienniki, widok od tyłu
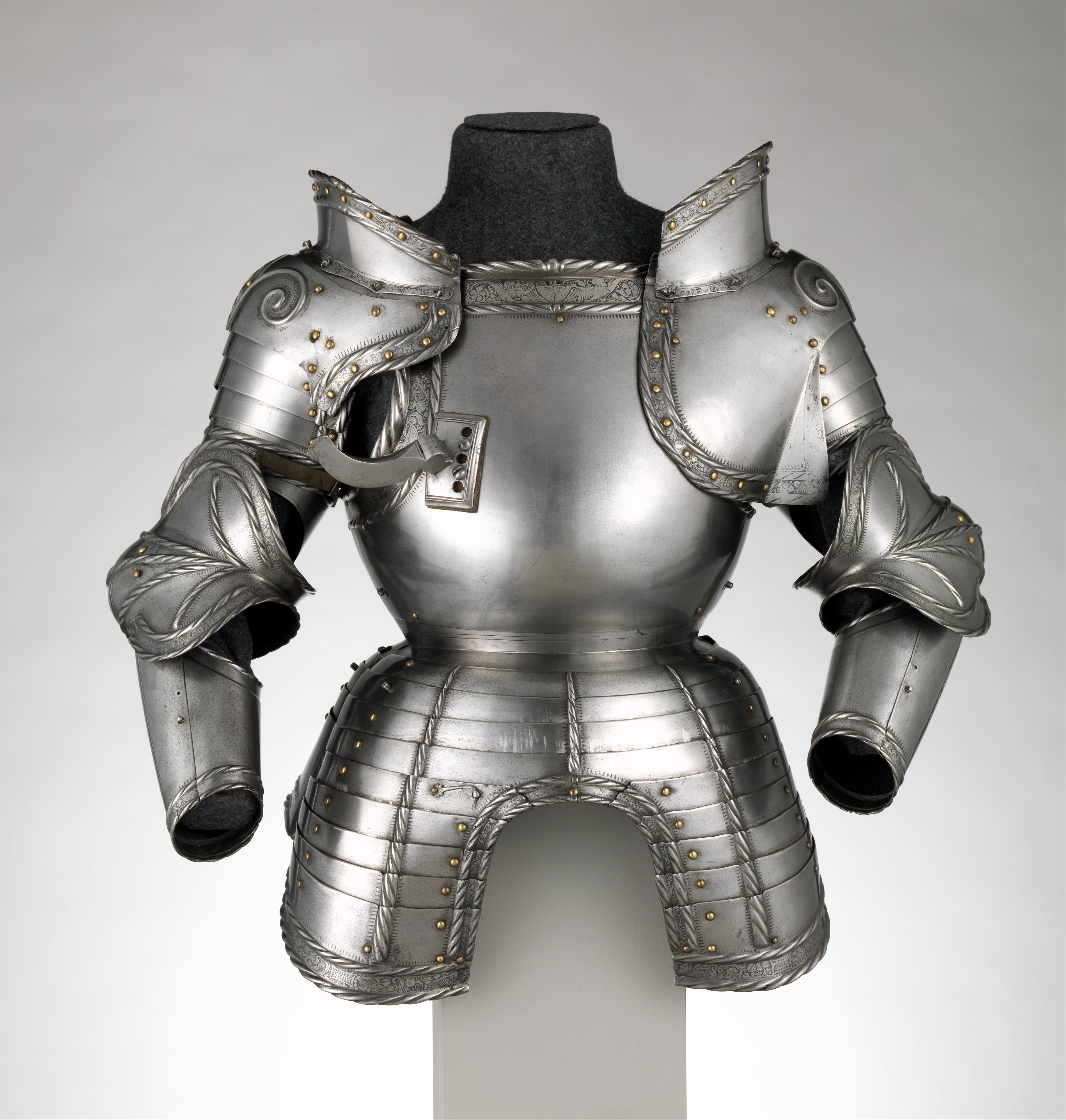
Płytowy napierśnik i naramienniki, wyraźnie niesymetryczne
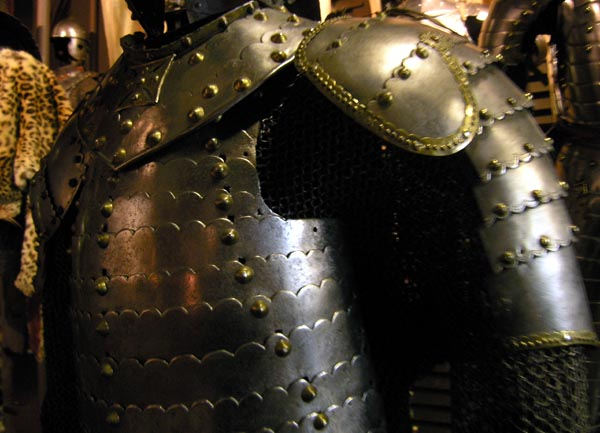
Naramiennik husarskiej zbroi wielofolgowej typu węgierskiego z końca XVI wieku

Zbroje turniejowe charakteryzowały się osobnymi formami naramienników. W zbrojach do pojedynków konnych z reguły wzmacniano je dodatkowymi tarczami i tarczkami opachowymi, czasem, zwłaszcza w przypadku lewej ręki, zmniejszając nieco naramiennik na rzecz maksymalnej rozbudowy zarękawia połączonego w jedną całość z rękawicą. W przypadku rezygnacji z tarczy naramiennik z kolei bardzo silnie rozbudowywano. Zbroje do walki pieszej, szczególnie XVI-wieczne, charakteryzują się na ogół symetrycznymi naramienikami.
W drugiej połowie XVI wieku i w wieku XVII, w Europie Zachodniej, wraz ze wzrostem znaczenia broni palnej i postępującą redukcją coraz mniej efektywnej zbroi, zwiększyła się różnorodność form: w części rezygnowano z wszystkich dodatkowych elementów poza napierśnikiem, czasem dodawano jeden lub dwa naramienniki, parę nabiodrków itp., stopniowo jednak rezygnując ze zbroi w ogóle. Wykształcona właśnie w tym okresie polska zbroja husarska też składała się na ogół z ograniczonej liczby części: hełmu, kirysu, obojczyka i naramienników, rzadziej nabiodrków.

Naramienniki zbroi orientalnych
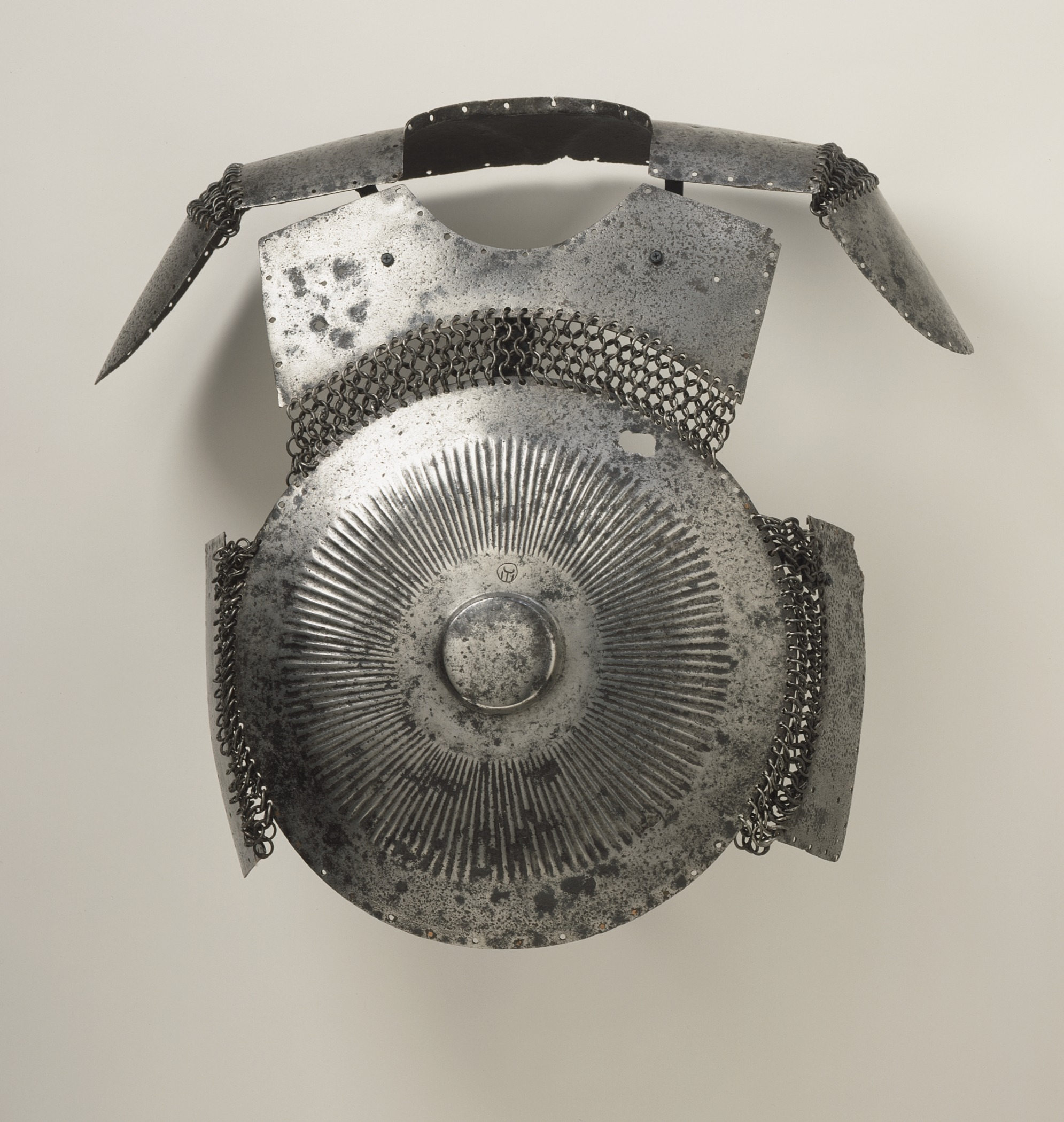
Turecka zbroja z prostymi naramiennikami
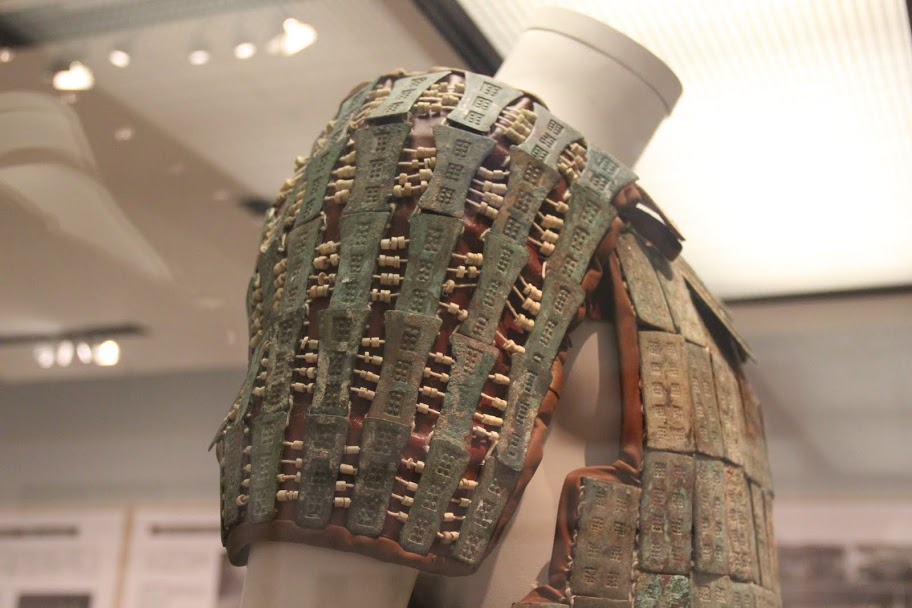
Naramiennik chińskiej zbroi łuskowej (dynastia Han)
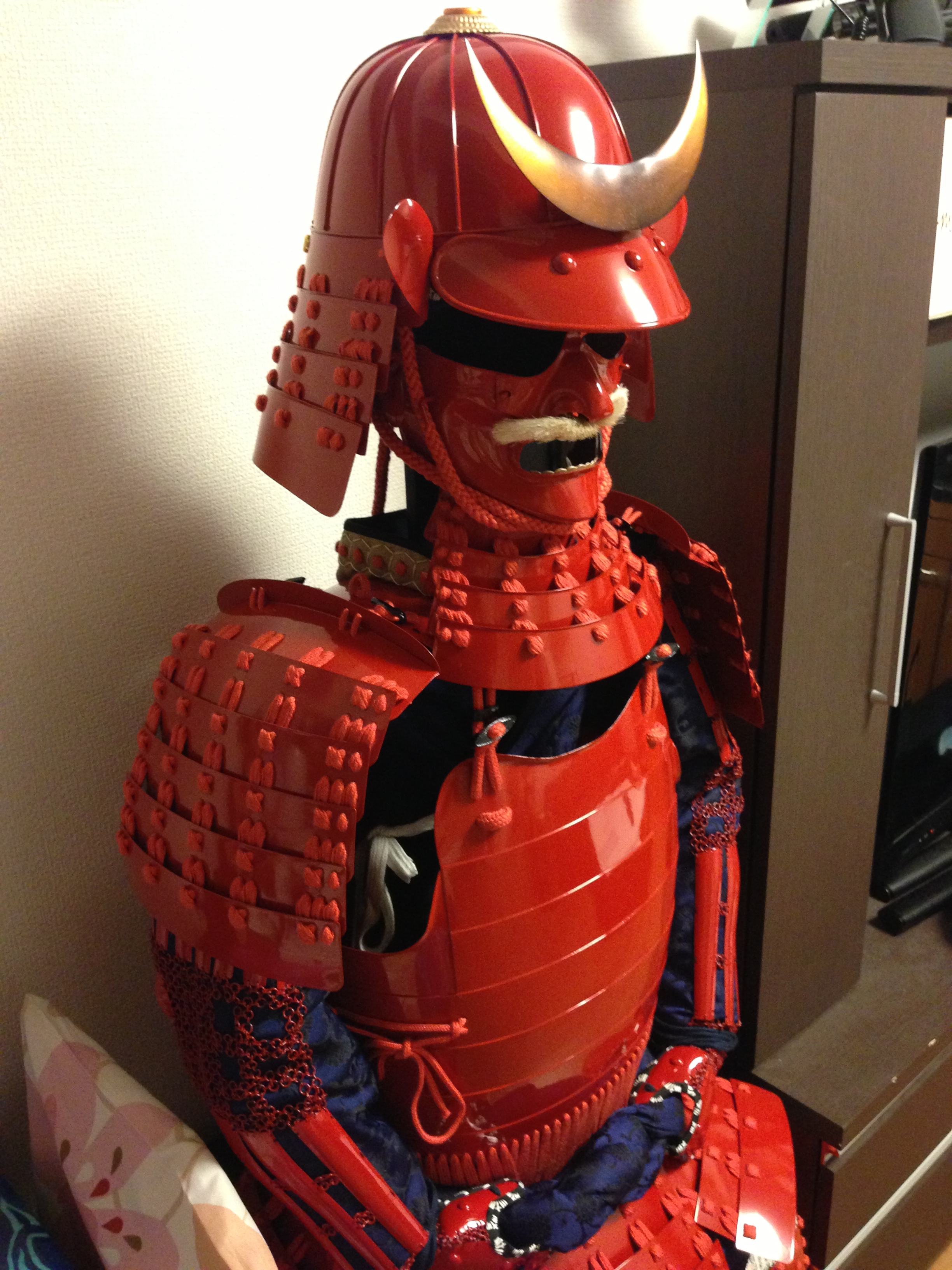
Lamelkowy naramiennik zbroi japońskiej